# 天主教弗洛倫西亞總教區
天主教弗洛倫西亞總教區（拉丁語：Archidioecesis Florentiae）是哥倫比亞一個羅馬天主教教省總教區，下轄兩個教區。1951年2月8日設宗座代牧區，1985年12月9日升為教區。教區於2019年7月13日升為總教區。
總教區位於卡克塔省西北部，教座位於首府弗洛倫西亞。2006年有教友222,800人（佔轄區總人口85.7%）、三十個堂區、四十四名司鐸。現任總主教為奧瑪爾·德·若蘇厄·梅希亞-希拉爾多，榮休主教為法彬·馬魯蘭達-洛佩茲。